# Оруджев, Автандил Тельманович
Автанди́л Те́льманович Ору́джев (29 марта 1980; Махачкала, Дагестанская АССР, РСФСР, СССР) — российский футболист.

## Карьера
Профессиональную карьеру начал Азербайджане, затем играл в возрождавшемся «Тереке», за который провёл одну игру в первенстве России во Втором дивизионе. Летом 2001 года вместе с Дмитрием Кудиновым и Александром Бахтиным перебрался в азербайджанский клуб «Карабах-Азерсун», за который дебютировал в первом же туре сезона 2001/02 в домашнем матче против бакинского «Динамо».
Во время матча 17-го тура чемпионата Азербайджана, который состоялся в декабре 2001 года между клубами «Шахдаг» и «Карабах-Азерсун» в городе Кусары за 10 минут до конца матча, при счёте 0:0, оказался в центре беспорядков, устроенных кусарскими болельщиками.
В 2002—2003 годах играл за любительский клуб «СКА-Темирхан-Шура» из Буйнакска, далее был карабудахкентский «Газпром-Бекенез». С 2005 года играл за каспийский «Дагдизель», где в 2011 году завершил карьеру футболиста.